# استعمال دخانیات

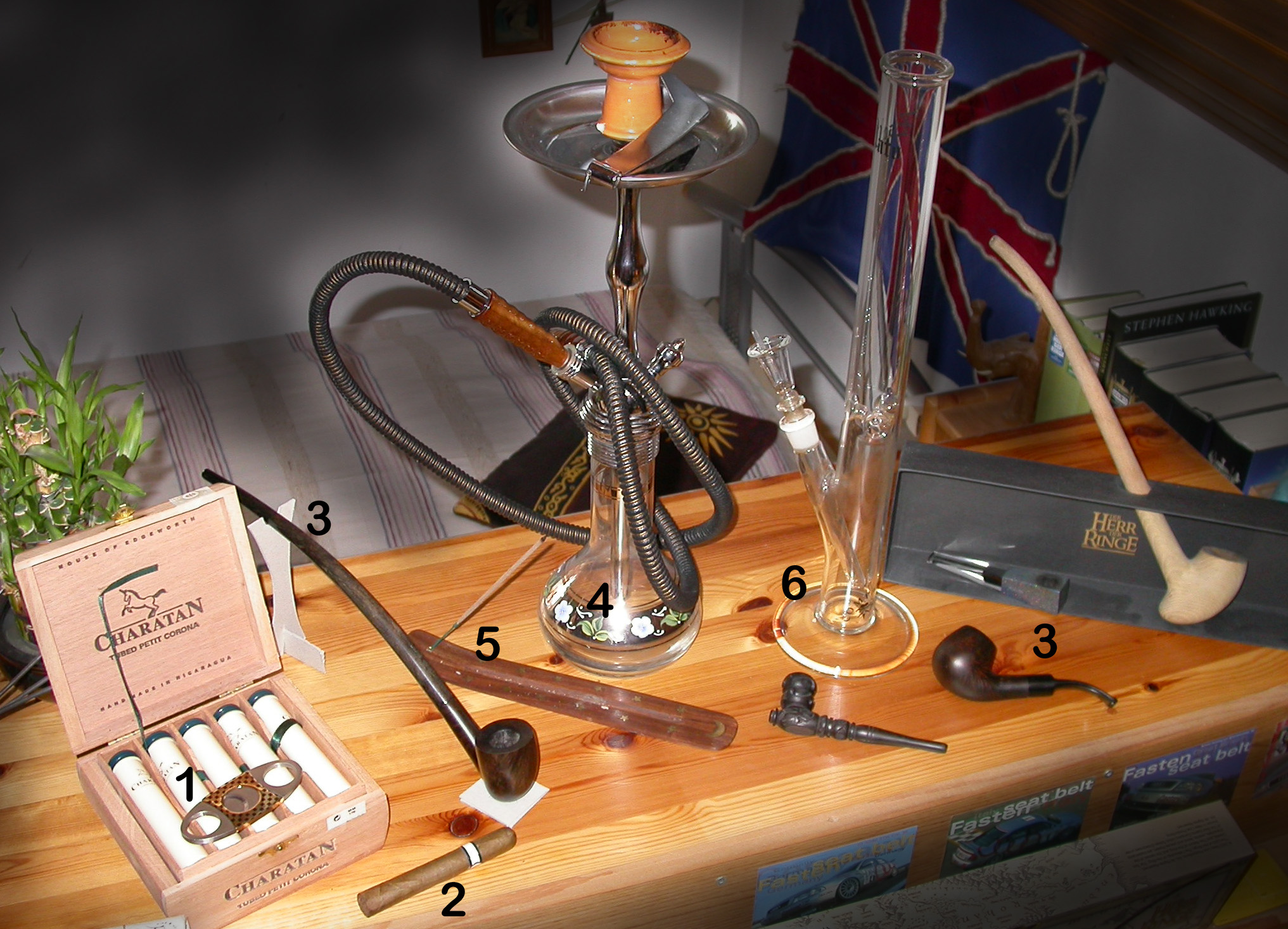
وسایل استعمال دخانیات گوناگون

استعمال دخانیات به تنفس بخار ناشی از سوزاندن تنباکو گفته می‌شود. سابقهٔ این کار به سه تا پنج هزار سال قبل از میلاد مسیح برمی‌گردد. تمدن‌های زیادی در طول مراسم مذهبی موادی که بخور خوش‌بو تولید می‌کرد را می‌سوزانند که بعدها این کار برای لذت فردی یا حرکتی اجتماعی یا در جشن‌های مذهبی نیز انجام شد. تنباکو در سده ۱۶ میلادی به اوراسیا از طریق مسیرهای تجاری معرفی شد. با وجود انتقادات زیادی که از مصرف این ماده شد، اما مصرف تنباکو محبوبیت زیادی پیدا کرد.